# 죽향초등학교
죽향초등학교는 대한민국 충청북도 옥천군 옥천읍 문정리에 있는 공립 초등학교이다.

## 학교 연혁
- 1909년 10월 1일 사립 창명학교 설립 인가
- 1910년 9월 1일 옥천공립보통학교로 개칭
- 1938년 4월 1일 옥천제2공립심상소학교로 개칭
- 1941년 9월 1일 옥천죽향공립국민학교로 개칭
- 1994년 3월 1일 군북분교장 통합
- 1996년 3월 1일 죽향초등학교로 교명 변경
- 1998년 3월 1일 군동초등학교 통합
- 2009년 3월 1일 개교 100주년 기념식
- 2009년 10월 1일 개교 100주년 기념식
- 2020년 1월 7일 제109회 졸업식(62명, 총 졸업생수 : 13,402명)
- 2020년 3월 1일 일반학급 16학급, 특수학급 1학급, 총 17학급
- 2021년 1월 14일 제110회 졸업식(50명, 총 졸업생수 : 13,452명)
- 2021년 3월 1일 일반학급 15학급, 특수학급 1학급, 총 16학급
- 2022년 1월 3일 제111회 졸업식(52명, 총 졸업생수 : 13,504명)
- 2022년 3월 1일 일반학급 14학급, 특수학급 2학급, 총 16학급
- 2023년 1월 4일 제112회 졸업식(53명, 총 졸업생수 : 13,557명)
- 2023년 3월 1일 일반학급 13학급, 특수학급 2학급, 총 15학급
- 2023년 3월 1일 제47대 임난주 교장 부임
- 2024년 1월 5일 제113회 졸업식(57명, 총 졸업생수 : 13,614명)
- 2024년 3월 1일 일반학급 11학급, 특수학급 2학급, 총 13학급

## 학교 상징
- 교화 - 목련 : 고귀함, 숭고한 정신의 꽃말을 지닌 목련처럼 자신의 아름다운 꿈을 가꾸고 타인을 배려하며 존중하는 태도로 자라나길 바라는 마음을 담았다.
- 교목 - 대나무 : 지조, 인내, 절개를 상징하는 대나무처럼 바른 품성과 올곧은 정신으로 뜻을 세워 포기하지 않고 노력하자는 마음을 담았다.

## 소장 문화재
- 옥천 죽향초등학교 구 교사: 2003년 6월 30일 대한민국의 등록문화재 제57호로 지정되었다.
- 옥천 죽향리사지 삼층석탑: 2002년 10월 21일 충청북도의 문화재자료 제51호로 지정되었다.